# 富滩镇
富滩镇，是中华人民共和国江西省吉安市青原区下辖的一个乡镇级行政单位。

## 行政区划
富滩镇下辖以下地区：
富滩社区、三友村、古富村、施家边村、固山村、丹村、作埠村、宋溪村、富滩村、南团村、龙塘村、社山村、棠溪村、龙口村和张家渡村。